# Bischofsmütze
Le Bischofsmütze (ou Große Bischofsmütze, littéralement « bonnet d'évêque » en allemand) est un sommet d'Autriche culminant à 2 458 m d'altitude, le plus élevé de la crête de Gosau, dans le massif du Dachstein. Avec le Lleine Bischofsmütze (2 430 m), il forme un sommet double. Ils se situent sur les communes de Filzmoos et Annaberg-Lungötz.

## Toponymie
Son nom vient de sa forme, auparavant on l'appelait aussi Gosauer Stein, car il se situe près de Gosau. Il se réfère aussi à la frontière à l'archiduché d'Autriche et l'archidiocèse de Salzbourg.

## Histoire
Sa première ascension a lieu le 28 juin 1879 par Johann Anhäusler et Johann Steiner.

## Ascension
Comme il est accessible par de nombreuses voies, le Bischofsmütze est très apprécié des alpinistes. Avant un glissement de terrain le 22 septembre 1993, il y avait une trentaine de voies, désormais réduites à quinze. La voie la plus fréquentée, le Mützenschlucht, est d'une difficulté de 2+.
Le refuge le plus proche est le Hofpürglhütte (de).